# Secundaire weg
Een (nationale) secundaire weg verwijst naar enkele wegcategorieën die in verschillende landen een verschillende functie kennen.
- In Vlaanderen zijn secundaire wegen een wegcategorie tussen primaire wegen en lokale wegen. De secundaire wegen worden geselecteerd op provinciaal niveau en kunnen beheerd worden door het Vlaamse gewest, een provincie of een gemeente.
- In Ierland is een Nationale secundaire weg een specifieke wegcategorie
- In Québec vormen de routes secondaires een wegennet van de vierde klasse (na de autoroutes (1), routes nationales (2) en routes collectrices (3)
- In Zwitserland Suisse volgen routes secondaires in de wegenhiërarchie na de autoroutes (1), semi-autoroutes (2) en routes principales (3)

Soms wordt er met het begrip ook in het algemeen verwezen naar een wegcategorie direct onder het hoofdwegennet (autosnelwegen). Zo kunnen in het informeel taalgebruik alle Belgische N-wegen als secundaire weg gezien worden. In Nederland zijn dit vooral de provinciale wegen. In Nederland werd de naam secundaire weg ook gebruikt voor wegen die op het secundair wegenplan voorkwamen.